# 枇杷似海梅介
枇杷似海梅介（学名：Parahermanites piba）为半花介科似海梅介屬下的一个种。